# Anders Öhman (journalist)
Anders Öhman, född 1978, är en svensk journalist.
Anders Öhman började sin journalistiska bana som frilansmedarbetare vid Säffle-Tidningen. Därefter studerade han vid journalistlinjen i Sundsvall, praktiserade och vikarierade vid Aftonbladets IT-bilaga. Han vikarierade även som nyhetsreporter vid Vestmanlands Läns Tidning och senare som reporter vid Aftonbladets populärvetenskapliga avdelning "Värt att veta". Därefter fick Anders Öhman anställning som reporter vid tidningen PC Hemma. Han arbetade som redaktionschef för tidningen Din Teknik fram tills den lades ner i slutet av 2008. Sedan 2013 är han chefredaktör på tidningen Datormagazin.

## Utmärkelser
- Anders Öhman nominerades till årets journalist av organisationen Sveriges Tidskrifter år 2005.[1]